# あずまゆき
あずま ゆきは、日本の漫画家、イラストレーター。堺市出身。

## 人物
以前は掲載誌によってペンネームの表記を区別していたが、携帯電話の配信サービスなどにおいて別作家扱いされて判りづらくなるため、『妄想メガネ』以降の新作は全作品で「あずまゆき」に統一している。

## 作品リスト

### あずまゆき名義
- コスプレ♥ドール（コスミック出版 キュンコミックス 2001年6月 ISBN 4-7747-0140-8）
  - コスプレ♥ドール（実業之日本社 マンサンコミックス 2004年2月 ISBN 4-408-16806-8）
- ○○学院××科（キュンコミックス、2002年7月、ISBN 4-7747-0149-1）
  - ○○学院××科（マンサンコミックス、2005年11月、ISBN 4-408-16959-5）
- こんいろ（シュベール出版 零式コミックス、2002年10月、リイド社、2003年5月）
  - こんいろ（マンサンコミックス 2006年10月）
- ボクの番台さん（実業之日本社『comicキャンドール』連載、マンサンコミックス、2005年 - 2007年刊、全4巻）
  - ボクの番台さん（実業之日本社、マンサンQコミックス、2011年刊、全2巻）
- Cheer up!（リイド社『comicうさまん』連載 マンサンコミックス）
  - Cheer up!（マンサンコミックス 2008年1月 ISBN 978-4-408-17099-2）
- リバーシブル（実業之日本社『comicキャンドール』に2話連続掲載）
- かみing♥ど〜る（実業之日本社『comicキャンドール』連載、マンサンコミックス、2008年 - 2010年刊、全4巻）
- らぶしぇるたぁ（実業之日本社『comicキャンドール』連載、マンサンコミックス、2011年刊、全3巻）
- 妄想メガネ（集英社『ビジネスジャンプ』→『グランドジャンプWeb』→『グランドジャンプ』→『グランドジャンプPREMIUM』連載、ヤングジャンプ・コミックスGJ、2012年 - 2016年刊、全5巻）
- SCHOOLMATE Kiss（秋田書店『ヤングチャンピオン』連載、下記『SCHOOLMATE』を名義変更のうえ改題、2012年 - 2014年刊、全3巻）
- 男子禁制!!フレーゼ女学院（角川書店『月刊コンプエース』連載、角川コミックス・エース 2012年11月、全1巻）
- cos-chu♥（実業之日本社『コミックキューガール』→秋田書店『ヤングチャンピオン烈』連載）
  1. 2013年6月、ISBN 978-4-253-25656-8
  2. 2014年2月、ISBN 978-4-253-25657-5
  3. 2015年1月、ISBN 978-4-253-25658-2
- 星姫村のないしょ話（秋田書店『ヤングチャンピオン烈』連載）
  1. 2015年9月18日発売[2]、ISBN 978-4-253-25621-6
  2. 2016年3月18日発売[3]、ISBN 978-4-253-25622-3
  3. 2016年9月20日発売[4]、ISBN 978-4-253-25623-0
  4. 2017年3月17日発売[5]、ISBN 978-4-253-25624-7
  5. 2017年9月20日発売[6]、ISBN 978-4-253-25625-4
  6. 2018年2月20日発売[7]、ISBN 978-4-253-25687-2
- 優等生と秘密のお仕事（秋田書店『ヤングチャンピオン烈』連載、全68話、全10巻）
  1. 2018年11月20日発売[8]、ISBN 978-4-253-25714-5
  2. 2019年6月20日発売[9]、ISBN 978-4-253-25715-2
  3. 2020年2月20日発売[10]、ISBN 978-4-253-25716-9
  4. 2021年1月20日発売[11]、ISBN 978-4-253-25717-6
  5. 2021年7月19日発売[12]、ISBN 978-4-253-25718-3
  6. 2022年3月17日発売[13]、ISBN 978-4-253-25719-0
  7. 2022年9月20日発売[14]、ISBN 978-4-253-25720-6
  8. 2023年3月20日発売[15]、ISBN 978-4-253-25834-0
  9. 2023年11月20日発売[16]、ISBN 978-4-253-25835-7
  10. 2024年10月18日発売[17]、ISBN 978-4-253-25836-4
- 星姫村とちょっとオトナのないしょ話（秋田書店『マンガクロス』連載、2018年7月10日 - 2018年8月7日（2話まで掲載））3話以降は更新されていないが[18]、単行本には未収録作品も掲載している[19]）2022年3月17日発売[19]、ISBN 978-4-253-25620-9

### あづまゆき名義
- SNOW-Pure white（角川書店、2003年12月）
- Rくろにくる（『コンプエース』連載、全1巻）
- にこいち（『エース桃組』、『コンプエース』連載、全1巻）
- Glee Green Island（芳文社『まんがタイムきららMAX』連載 まんがタイムKRコミックス 2005年11月 ISBN 4-8322-7555-0）
- しらたま!（芳文社『まんがタイムきららMAX』連載 まんがタイムKRコミックス 2006年11月 ISBN 4-8322-7603-4）
- SCHOOLMATE（秋田書店『月刊ヤングチャンピオン烈』→『ヤングチャンピオン』連載、2007年 - 2012年、全4巻）
- 柊小学校恋愛くらぶ（双葉社『コミックハイ!』連載、2008年 - 2012年、全7巻）
- ママは同級生（秋田書店『ヤングチャンピオン』連載、2008年 - 2011年、全4巻）
- be our guest（スクウェア・エニックス『ヤングガンガン』2話連続掲載）

### その他
- コスプレイヤーに恋しよう！（ゲーム原画）
- かなえてあげる〜冬がくれた贈り物〜（ゲーム原画）
- あの空の向こう側（ゲーム原画）
- ぷれい☆ステーショナリー（キャラクターデザイン）
- 隣りのお姉さん（ライトノベルイラスト）（原作：櫻木充）（フランス書院 美少女文庫 2006年2月 ISBN 978-4-8296-5773-7）
- あずまゆき画集 four colors （実業之日本社、2011年12月8日、ISBN 978-4-408-61275-1）